# Видриган Микола Захарович
Мико́ла Заха́рович Видриган (1920–1946) — льотчик-ас, гвардії старший лейтенант Радянської Армії, учасник Німецько-радянської війни, Герой Радянського Союзу (1946).

## Життєпис
Народився 12 грудня 1920 року в селі Козацьке (нині — смт в Бериславському районі Херсонської області України). Батько — Захар Петрович Видриган, генерал-майор, учасник Громадянської та Німецько-радянської воєн. Закінчив сім класів школи, по тому — школу фабрично-заводського учнівства. Працював токарем на механічному заводі. 1940 року Видриган був призваний на службу до Червоної армії. 1941 року закінчив Армавірську військову авіаційну школу пілотів. Від лютого 1942 року — на фронтах Німецько-радянської війни. Брав участь в боях на Західному, Волховському, Сталінградському, Південному, Першому, Другому, Четвертому Українських фронтах. Брав участь в Сталінградській битві, Ростовській, Донбаській, Мелітопольській операціях, звільненні Кримського півострова, України, Польщі, Угорщини, Австрії, Чехословаччини.
На кінець війни гвардії старший лейтенант Микола Видриган командував ланкою 31-го гвардійського винищувального авіаційного полку 6-ї гвардійської винищувальної авіадивізії 5-ї повітряної армії 2-го Українського фронту. На той час він здійснив 629 бойових вильотів на літаках «Як-1» та «Як-7Б», взяв участь в 57 повітряних боях, в яких збив 16 літаків особисто та 3 — в групі.
Після закінчення війни Видриган продовжив службу в Радянській армії. 12 липня 1946 року він загинув у авіакатастрофі. Похований в Херсоні.

## Нагороди
- Наказом Президії Верховної Ради СРСР від 15 травня 1946 року за «мужність, відвагу та героїзм, виявлені в боротьбі з німецькими загарбниками» гвардії старший лейтенант Видриган Микола Захарович отримав звання Герой Радянського Союзу з нагородженням орденом Леніна та медаллю «Золота Зірка»[1].
- 3 ордени Червоного Прапора
- орден Вітчизняної війни 1-го ступеня
- медалі

## Вшанування пам'яті
На його честь названо вулицю в Херсоні.